# Aphelandra
Aphelandra es un género de plantas con flores amarillas perteneciente a la familia Acanthaceae. El género tiene 311 especies descritas y de estas, solo 195 aceptadas de hierbas, naturales de la América tropical.

## Descripción
Son arbustos, árboles pequeños o hierbas sufruticosas. Las hojas son generalmente grandes, oblongas a elípticas, márgenes dentados, lobados, crenados o enteros, sin cistolitos. Inflorescencias en espigas terminales o axilares las cuales frecuentemente presentan brácteas y flores de color amarillo y vistosas, brácteas más frecuentemente imbricadas; sépalos 5, libres casi hasta la base, frecuentemente lanceolados y con nervadura estriada, segmento posterior generalmente más ancho que los otros; corola recta o curvada, generalmente bilabiada,  frecuentemente pilosas dorsalmente y unidas en los ápices por tricomas entretejidos. Frutos generalmente claviformes.

## Taxonomía
El género fue descrito por Robert Brown y publicado en Prodromus Florae Novae Hollandiae 475. 1810. La especie tipo es: Aphelandra cristata (Jacq.) R. Br. ex W.T. Aiton. 

## Especies seleccionadas
- Aphelandra acanthifolia
- Aphelandra acanthus
- Aphelandra acrensis
- Aphelandra acutifolia
- Aphelandra apecoi[4]
- Aphelandra golfodulcencis
- Aphelandra phrynioides Lindau
- Aphelandra rigida
- Aphelandra rugosa[4]
- Aphelandra sinclairiana Nees
- Aphelandra squarrosa
- Aphelandra stephanophysa
- Aphelandra sulphurea
- Aphelandra tetragona (Vahl) Nees
- Aphelandra tridentata
- Aphelandra zamorensis